# Frush
Frush ist ein Musikalbum von Luc Houtkamp, Steve Beresford, Martin Blume und Sebi Tramontana. Die am 17. November 2023 bei einem Konzert im Veranstaltungsort Loft, Köln, entstandenen Aufnahmen erschienen am 3. Juni 2024 auf FMR Records.

## Hintergrund
Das paneuropäische, frei improvisierende Quartett Frush aus dem niederländischen Tenorsaxophonisten und Klarinettisten Luc Houtkamp, dem britischen Pianisten Steve Beresford (der hier sein Arsenal um Objekte erweitert), dem deutschen Schlagzeuger und Perkussionisten Martin Blume und dem italienischen, in München lebenden Posaunisten Sebi Tramontana ist eine Erweiterung des Trios Houtkamp, Beresford und Blume, das seit vielen Jahren zusammenspielt und bislang zwei Alben aufgenommen hat (Live in Prague 2017, veröffentlicht auf Houtkamps Label The Pow Ensemble, 2017, und Shed 1 (FMR, 2020)). Tramontana schloss sich dem Trio zum ersten Mal bei einem Auftritt in München im November 2021 an.
Frush wurde im November 2023 live im Loft in Köln aufgenommen (wo auch Shed 1 entstanden ist). Tramontana zeichnete das Album-Cover. Der Titel des Albums und die sieben Stücke sind Wörter ohne Bedeutung, die mit dem Buchstaben F beginnen.

## Titelliste
- Houtkamp, Tramontana, Beresford, Blume – Frush (FMR Records FMRCD697-0524)[2]

1. Frap 11:55
2. Flusk 3:54
3. Fidther 12:07
4. Fream 10:21
5. Frush 3:44
6. Fracchen 8:25
7. Frizzling 5:10

Die Kompositionen stammen von Luc Houtkamp, Martin Blume, Sebastiano Tramontana und Steve Beresford.

## Rezeption

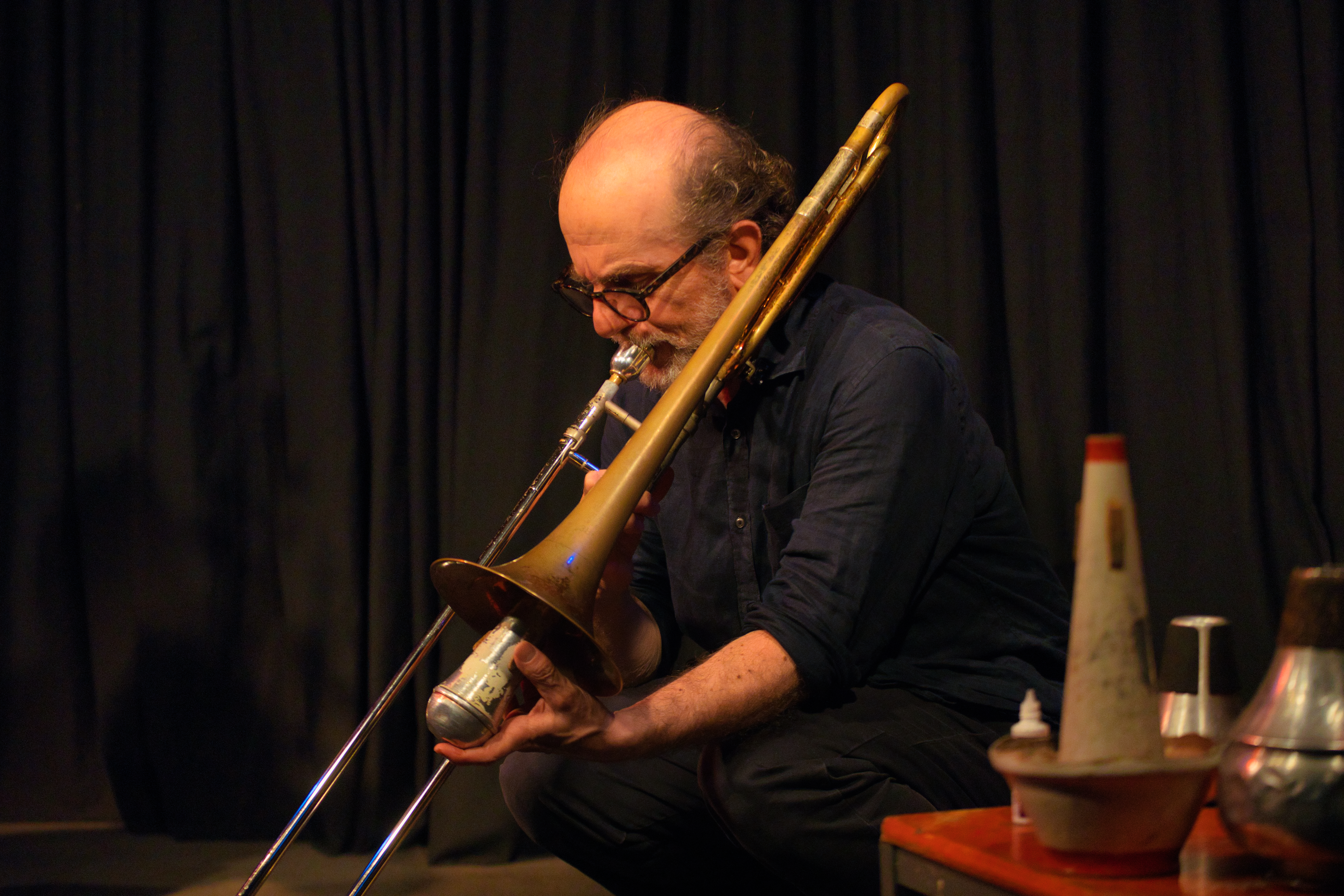
Sebi Tramontana im club W71, Weikersheim 2024

Nach Ansicht von John Eyles, der das Album in All About Jazz rezensierte, stellt die Musik freie Improvisation vom Feinsten dar, ohne dass ein Spieler die Klanglandschaft auf Kosten der anderen dominieren oder auf vorhersehbare Klischees als Füllmaterial zurückgreifen würde. Stattdessen klängen alle vier Spieler, als würden sie den anderen zuhören und auf sie reagieren. Reagieren bedeute nicht unbedingt, dass sie etwas Ähnliches spielten. Manchmal sei die beste Art zu reagieren, zu schweigen und anderen Raum zum Spielen zu geben. So würde jeder der vier sein Spiel mit dem der anderen in Einklang bringen, um Musik zu produzieren, die die unverwechselbare Handschrift jedes einzelnen sowie des gesamten Quartetts trage. Kurz gesagt, dies sei ein Musterbeispiel für freie Improvisation vom Feinsten.
Oft klinge dieses Quartett „wie ein hyperaktives, vierköpfiges Biest“, das sich bei aufmerksamem Zuhören überraschend charakterisiert, schrieb Eyal Hareuveni in Salt Peanuts. Die Stücke würden einen erfinderischen und intuitiven Gedankenstrom suggerieren, frei von Klischees, unvorhersehbar und kompromisslos, aber mit unendlicher Einfallsreichtum begabt. Darüber hinaus verwische dieses Quartett die Grenzen zwischen den europäischen Schulen der freien Improvisation. Es verbinde nahtlos und meisterhaft Jazz, imaginäre Folklore, freie Musik und Ideen aus der zeitgenössischen Musik, poetische klangorientierte Gesten mit Ironie und Humor, chaotische und ekstatische Energie und raffinierte, sanfte Verspieltheit sowie Experimente mit einem Fokus auf lockere Erzählungen und Strukturen.